# Sant Cristòfol de Vinyoles
Sant Cristòfol de Vinyoles és una església romànica protegida com a bé cultural d'interès local del municipi de Cava (Alt Urgell).

## Descripció
Edifici religiós d'una nau de planta rectangular amb absis semicircular cobert amb volta de quart d'esfera, l'absis té dues finestres de doble esqueixada. Nau coberta amb fusta, en part esfondrada.
Té dos arcs preabsidials apuntats. El portal és a la façana de ponent on hi ha tres arquivoltes. Hi ha dos tipus de pedra en la construcció de l'edifici. El mur oest i el campanar, que és d'espadanya i de dos ulls és mig refet, és de pedra calcària i contrasta amb la resta vermellosa del bastiment. Finestra adovellada de doble esqueixada damunt la porta.

## Història
Una menció documental datada l'any 1085 indica que Arnau, fill de Ramon, donà a Santa Maria de la Seu, a més de les possessions que tenia al comtat de Cerdanya, un alou situat vora l'església de "Sancti Cristopfori...infra terminos de Cava", per la qual faria tasca cada any a la canònica mentre visqués, i a la seva mort li romandria lliurement.
Molt probablement aquest temple fou la capella de l'antic castell de Sant Cristòfol, possessió dels Santmartí durant els segles xiii i xiv, i on posteriorment es formà la caseria de les Cases de Lli.